# (37079) 2000 UM58
2000 UM58 (asteroide 37079) é um asteroide da cintura principal. Possui uma excentricidade de 0.11243270 e uma inclinação de 6.03591º.
Este asteroide foi descoberto no dia 25 de outubro de 2000 por LINEAR em Socorro.